# Австрія на літніх Олімпійських іграх 2012
Австрію на літніх Олімпійських іграх 2012, що проходили в Лондоні, представляли 70 спортсменів у 17 видах спорту. Австрійські спортсмени не здобули на Олімпіаді жодної медалі, що трапилося вперше від Токійської олімпіади 1964 року. 

## Галерея

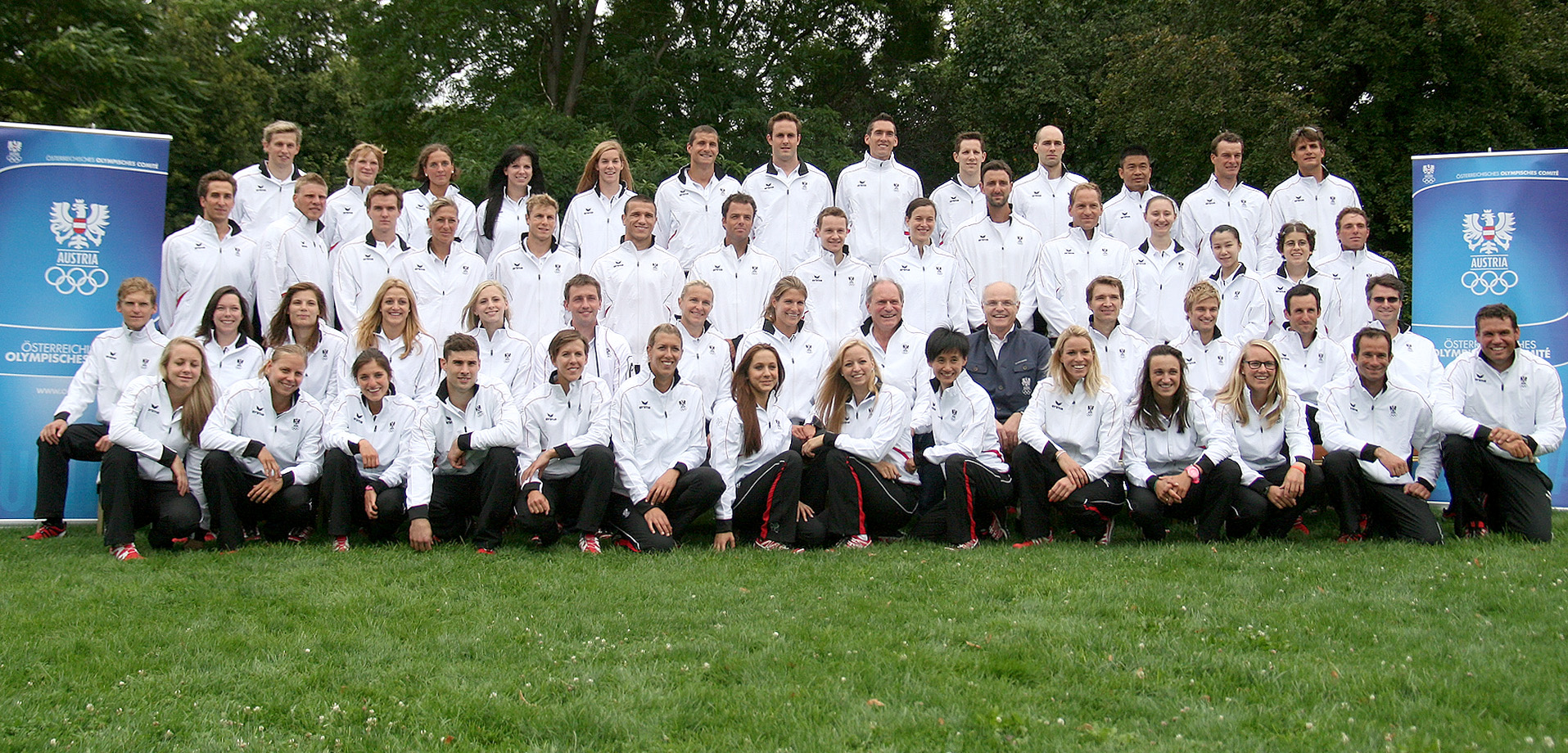
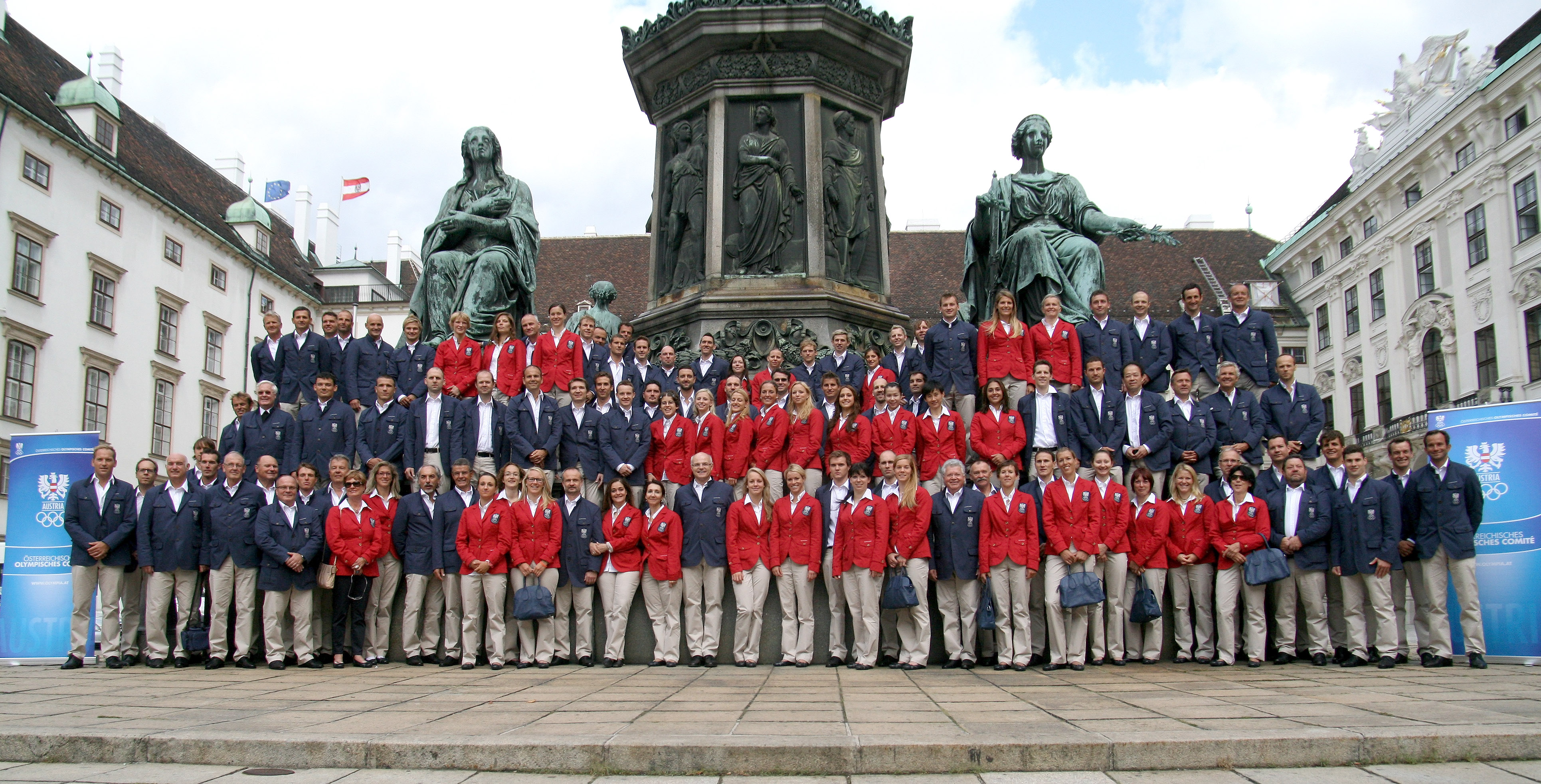